# Carillon
A carillon (kiejtése kb. „kárijon”, magyarul gyakran harangjáték) skála szerint hangolt, dallamjátszó harangok sora, amelyet a zenész, a carilloneur egy klaviatúra segítségével szólaltat meg, azonban a korszerű harangjátékok – a MIDI-billentyűzettel történő vezérlés lehetősége mellett – a zenét saját memóriájukban tárolják, és előre programozott időzítésnek megfelelően lejátsszák, azonban a modern számítástechnika előtt is volt megoldás az automatizált működésre: például a kecskeméti városháza harangjátéka (NSZK importból), ami 1983 decemberében szólalt meg először, itt ugyan lehetséges volt a billentyűzeten való játékmód (akkor már létezett MIDI-interfész, tehát valószínűleg azon keresztül), de automatikusan is képes volt dallamokat lejátszani, ez a megoldás azonban még lyukkártyarendszerű volt. A modern carillon kromatikus hangkészlete legalább két oktávot fog át. A carillonok zöme szabadtéren (köztereken, parkokban, épületek falán stb.) vagy toronyban (templom-, vagy óratornyokban stb.) elhelyezve üzemel, többségük az idők során az adott „városkép” részévé vált.